# Antonio Castelli (scrittore)
Antonio Castelli (Castelbuono, 14 settembre 1923 – Palermo, 11 giugno 1988) è stato uno scrittore italiano.

## Biografia
Compiuti gli studi classici a Cefalù, si laureò in legge a Palermo. Fu collaboratore de Il Mondo, il settimanale di Mario Pannunzio e de Il Caffè di Giambattista Vicari.
Nel 1962 pubblicò il suo primo libro Gli ombelichi tenui per la casa editrice Lerici (poi riedito nel 1998 con introduzione di Natale Tedesco) e nel 1967 pubblicò la sua seconda e ultima opera Entromondo per la casa editrice Vallecchi. Nel 1985 la casa editrice Sellerio pubblicò Passi a piedi passi a memoria, che è una raccolta di passi scelti dai due libri precedenti.
Nel 1986 il Comune di Cefalù gli conferì la cittadinanza onoraria. La casa editrice Sciascia ne ha pubblicato l'Opera Omnia con il titolo Opere, comprendente anche gli inediti, a cura del prof. Giuseppe Saja.
Antonio Castelli, uomo schivo e fuori da lobby e circuiti letterari, non fu conosciuto dal grande pubblico né valorizzato a livello di riconoscimenti letterari, sebbene fosse apprezzato da autori come Ennio Flaiano, Sebastiano Addamo, Leonardo Sciascia, suo amico fraterno e Vincenzo Consolo.

## Premi e riconoscimenti
Nel 1968, a Zafferana Etnea, Sciascia e Consolo si adoperarono per far assegnare al libro di Entromondo il Premio Brancati, "come giusto riconoscimento a uno scrittore vero, appartato, sciolto da qualsiasi legame con quella industria culturale che dal Nord del nostro Paese faceva sentire tutto il suo potere aggressivo e discriminante"(V. Consolo). La giuria però accolse l'opinione di Pier Paolo Pasolini e Alberto Moravia, assegnando il premio ad Elsa Morante, scelta che provocò le dimissioni di Sciascia.
Nel 1998 gli venne assegnato, postumo, il Premio letterario Racalmare Leonardo Sciascia per il suo libro Passi a piedi, passi a memoria.